# Баптистська кірха (Рожище)
Баптистська кірха (Рожище) — храмова споруда у місті Рожищі Волинської області.

## Історія
Баптистська кірха у Рожищі зведена у 1913 році німецькими переселенцями, які оселилися тут у 1832 році і заснували колонію Вовнянка (пізніше увійшла в межі міста). На відстані кілька сотень метрів від баптистської кірхи знаходилась і лютеранська, проте вона була повністю зруйнована під час війни. Прихожанами у баптистській кірсі були в основному німці, однак у богослужіннях брали участь також українці та поляки. Кірха вважалася одним із найбільших баптистських приміщень у Східній Польщі. Тут відбувалися великі з'їзди, під час яких служіння проводилися у чотири зміни за один день і на кожній було більше тисячі людей. Прихожани не вміщалися всередині, тому розміщувалися навкруги — вікна були відкриті і вони слухали проповідь. У 1935 році в місті відбувався з'їзд Товариства взаємної допомоги євангельських християн, що мав міжнародне значення. На той час кірха нараховувала 450 членів. Богослужіння велися німецькою, польською та українською мовою. У 1939 році кількість членів церкви становила 716 осіб. Після Другої світової війни приміщення кірхи перейшло до місцевих українських баптистів, ще пізніше радянська влада створила тут казарму, дозволивши спочатку збиратися у плебанії. Однак згодом забрали і плебанію. Була зроблена добудова на п'ять метрів, аби сховати фасад культової споруди християн-баптистів, а також другий поверх. Пізніше використовували кірху як виробничий склад фабрики «Динамо», де виробляли вовну.

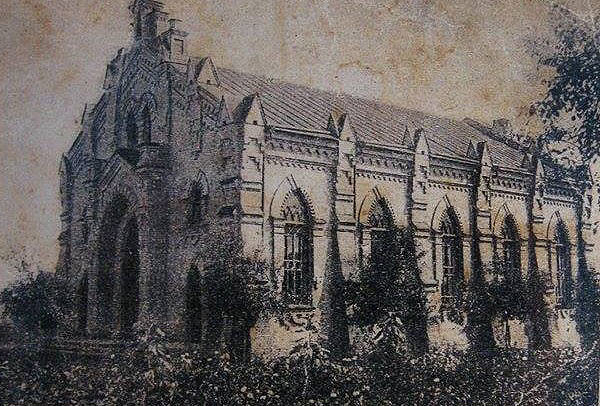
Баптистська кірха у місті Рожищі

## Сучасний стан
Зараз кірха розташована на території ТзОВ «Вудленд», яке займається лісівництвом та іншою діяльністю у лісовому господарстві. Одним із засновників цього підприємства є Богдан Колісник, екс-керівник Волинського обласного управління лісового та мисливського господарства. Наприкінці 2016 року Колісник передав безкоштовно кірху для Української Православної Церкви Київського Патріархату. Тут планують збудувати храм Преподобного Сергія Послушного і навіть уже заклали перший камінь. На думку пастора Вадима Бандури, кірха повинна належати місцевим баптистам. У Рожищі було створено громадську ініціативну групу, яка на базі цього приміщення хотіла створити мультикультурний історичний центр, доступ до якого був би відкритий для православних, католиків, євреїв тощо, однак не вдалось здійснити заплановане. На реставрацію кірхи потрібні значні кошти. Існує думка, щоб відновити її історичний вигляд, перші п'ять метрів потрібно зруйнувати, тоді відкриється фасад будівлі, який, ймовірно, зберігся.